# Hammerstaätten
Hammerstaätten var en sörmländsk högfrälsesläkt uppkallad efter deras sätesgård Hammersta på Södertörn.
Vapen: Ätten kallas även "kluven sköld" eller "Natt och Dag på längden" eftersom deras vapensköld som består av två fält är kluven på längden i motsats till skölden hos ätten Natt och Dag som är delad på bredden. Skölden finns avbildad jämte Erengisle Nilsson d.y. vid det så kallade "lyckohjulet" i Ösmo kyrka.

## Historia
Hammerstaätten kan beläggas som ägare till Hammersta från 1426.
Som stamfar för släkten på Hammersta räknas riksrådet Ingevald Estridsson (nämnd 1308–22). År 1308 var han fogde åt hertigarna Erik och Valdemar på Stockholms slott och innehade posten ännu 1317. Släktens tidigaste kända sätesgård var Sundboholm i Bälinge socken och Rönö härad, som ägdes av sonen Magnus Ingevaldsson.
Erengisle Nilsson d.ä. och hans son Algot Erengislesson, riddare, är omnämnda i en tvist med heliga Birgittas ättling och arvtagare:
Släkten dog formellt ut på manssidan 1469 med Erengisle Nilsson d.y. av Hammerstaätten, men fortlevde i praktiken ännu efter medeltiden genom att hans halvbror Bo Nilsson blev stamfar för den yngre ätten Grip.

## Nämnda medlemmar
- Ingevald Estridsson, (nämnd 1308–22), far till Nils Ingevaldsson och Magnus Ingevaldsson.
  - Nils Ingevaldsson, riddare, fogde, hövitsman, död cirka 1351, far till Erengisle Nilsson d. ä.
    - Erengisle Nilsson d.ä., död 1406, riddare, riksråd, häradshövding och lagman, sonson till Ingevald Estridsson.
      - Dottern: Katarina Erengislesdotter, död 1435.
      - Sonen: Nils Erengislesson, riddare, lagman i Södermanland, död 1440.
        - Dennes son: Erengisle Nilsson d.y., riddare, riksråd, död 1469.
          - Brodern till ovanstående: Bo Nilsson (Grip), antog moderns släktvapen, död 1465.

## Oklarheter

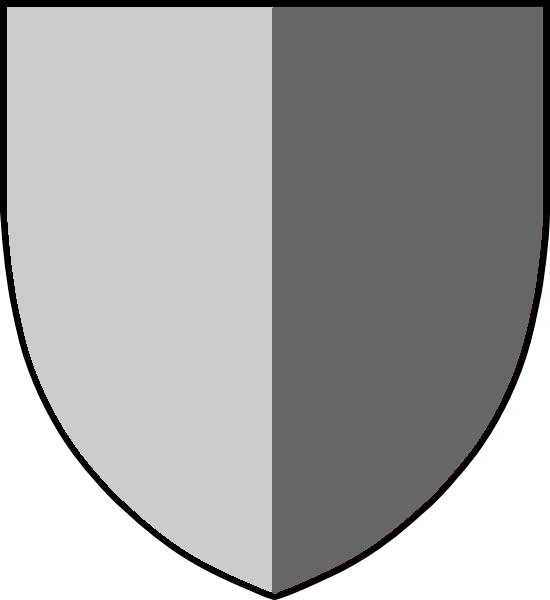
Kluven sköld utan tinktur

Ett antal medeltida personer utan fastställd släkttillhörighet, förde ett vapen med kluven sköld, där i många fall tinkturens färger ej är kända, eftersom deras vapen bara är kända från sigillstämplade dokument. Till dessa hör:
- Guttorm Toresson (kluven sköld) gift med Inga Gregersdotter (Malstaätten), de hade dottern Katarina Guttormsdotter, gift med Knut Halstensson (halv lilja) (Halsten Peterssons ätt).
- Karl Nilsson (kluven sköld), eller Karl Niklisson, var en svensk frälseman och riddare som levde på 1300-talet och som bland annat ägde sätesgården Wad vid Frösjön norr om Gnesta i Södermanland. Son till Ingrid Jonsdotter (Rörik Birgerssons ätt) och en okänd far.[3]. Karl Nilsson mördades 1381 i nuvarande Riddarholmskyrkan av Bo Jonsson (Grip) eller dennes tjänare.